# Papoea Vrijwilligers Korps

Het Papoea Vrijwilligers Korps (PVK) was een geheel uit Papoea's bestaand korps dat op 21 februari 1961 werd opgericht om bij te dragen aan de verdediging van Nederlands-Nieuw-Guinea tegen de infiltratie van het Indonesische leger.

## Oprichting
De oprichting van het korps werd door de Nederlandse ministerraad in december 1959 goedgekeurd, en het korps moest fungeren als een semi-militaire politie. De PVK werd samengesteld uit Papoea's van verschillende volken, en stond onder commando van kolonel der mariniers W.A.van Heuven. Als embleem koos de PVK een kasuaris, het korpsdevies was Persevero (ik volhard).

## Bestaan
De PVK werd bewapend en uitgerust met een kaki-uniform, en een hoed waarvan de linker rand omhoog gevouwen was, en was getooid met het PVK embleem en een pluim. In 1961-1962 werd het PVK onder de toegenomen Indonesische dreiging sterk uitgebreid. Na de bestuursoverdracht aan de Verenigde Naties (UNTEA) en het daarop volgende Indonesische bestuur (1962-1963) werd de PVK ontbonden. De leden werden ontslagen. Sommigen traden later toe tot het Indonesische leger. Anderen, waaronder sergeant Ferry Awom, richtten een guerrillalegertje op, de Organisasi Papua Merdeka (OPM), en begonnen een strijd voor onafhankelijkheid tegen het Indonesische leger.